# (81971) Turonclavere
(81971) Turonclavere est un astéroïde de la ceinture principale.

## Description
(81971) Turonclavere est un astéroïde de la ceinture principale. Il fut découvert le 22 août 2000 à Saint-Véran par Lenka Šarounová et Jean Montanné. Il présente une orbite caractérisée par un demi-grand axe de 3,13 UA, une excentricité de 0,13 et une inclinaison de 16,9° par rapport à l'écliptique.

## Compléments